# 山田サービスエリア
山田サービスエリア（やまだサービスエリア）は、福岡県朝倉市山田にある大分自動車道のサービスエリア。

## 概要
1990年（平成2年）3月10日に、大分自動車道朝倉IC - 日田IC間の開通に合わせてオープン。2006年（平成18年）3月31日までは、大分自動車道で唯一のジェイサパが管理するサービスエリアであった。
下り線は、2012年（平成24年）11月21日にパヴァリエ エコエリア山田としてリニューアル。NEXCO西日本が展開する「パヴァリエ」ブランドの一号店で、高速道路のサービスエリアおよびパーキングエリアでは全国初のメガソーラーを備える。出力は1,000 kWと年間消費電力と同程度で、計算上は電力の自給自足が可能。
下り線の入口は極端な急カーブになっている。また、上下線にAEDが設備されている。

## 道路
- E34 大分自動車道

## 施設

### 上り線（鳥栖方面）

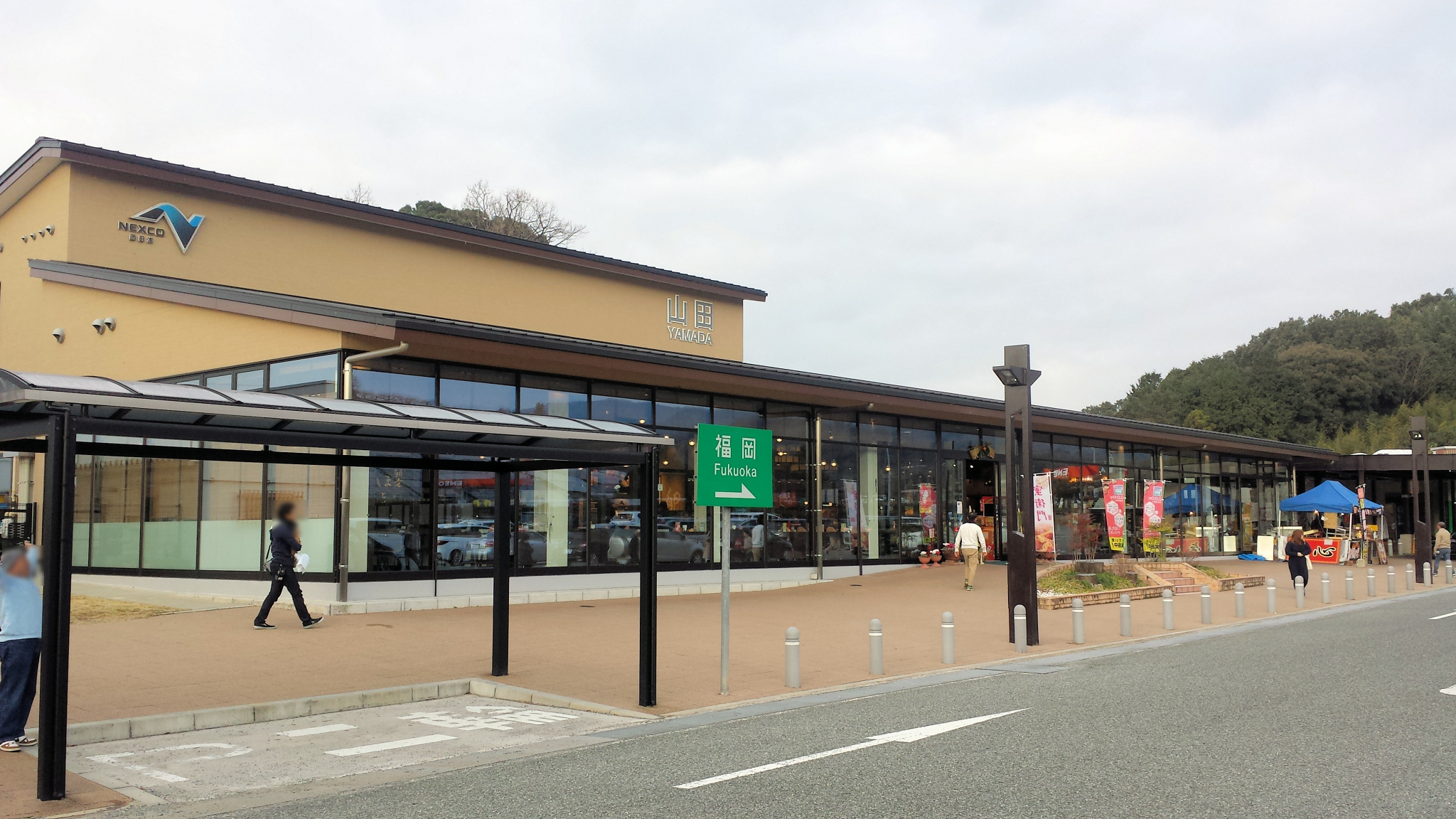
山田SA 上り線施設

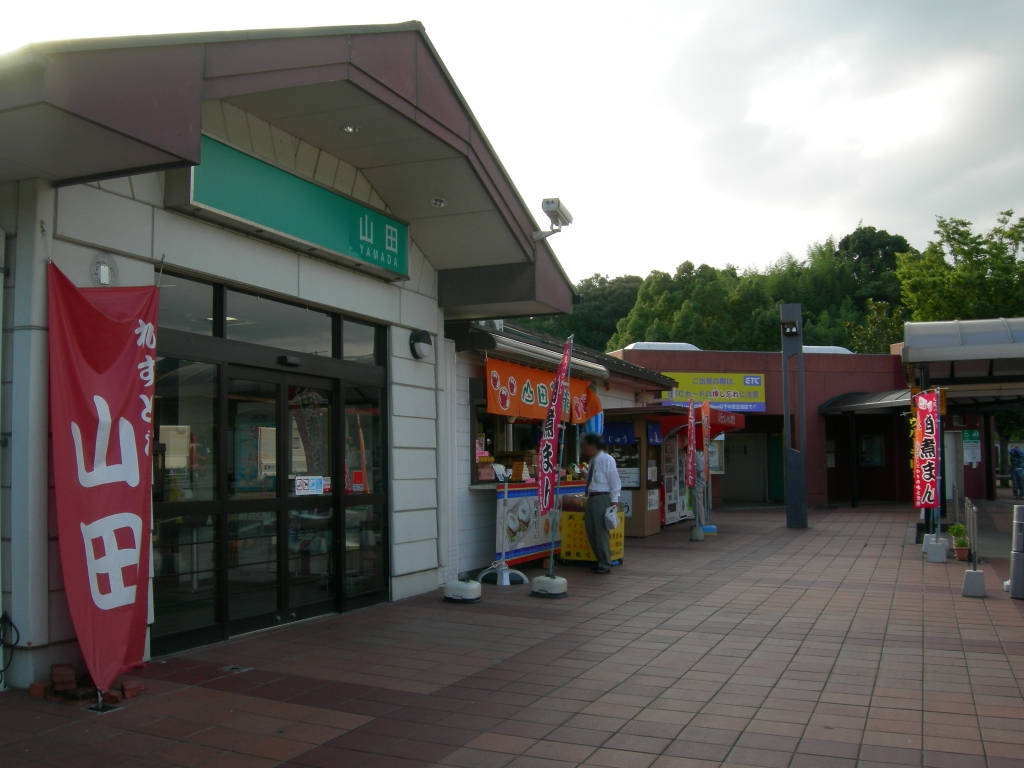
以前の上り線施設

スマートインターチェンジの着工が予定されている。本格運用日は未定。
- 駐車場
  - トレーラー 2台
  - 大型 11台
  - 小型 108台
  - 二輪 5台
- トイレ
  - 男性 大4（和式1・洋式3）・小10
  - 女性 22（和式4・洋式18）
  - 子供用トイレ（共用） 1
  - 車椅子用 1
- ガソリンスタンド（ENEOS（喜多村石油）、7:00 - 22:00）
- レストラン（風月フーズ、7:00 - 22:00）
- スナック（風月フーズ、7:00 - 22:00）
- ショッピング（風月フーズ、7:00 - 22:00）

カレーパンの価格は休日で変化する。
- 自動販売機
- 携帯電話充電器（7:00 - 22:00）
- 電気自動車急速充電設備[4]
- 郵便ポスト（朝倉郵便局）

### 下り線（大分方面）
- 駐車場[5]
  - トレーラー 2台
  - バス専用 2台
  - 大型 13台
  - 小型 99台
  - 身障者 3台
  - 二輪車 5台
- トイレ[5]
  - 男性 大4（和式1・洋式3）・小10
  - 女性 21（和式4・洋式17）
  - 子供用トイレ（共用） 1
  - 車椅子用 1

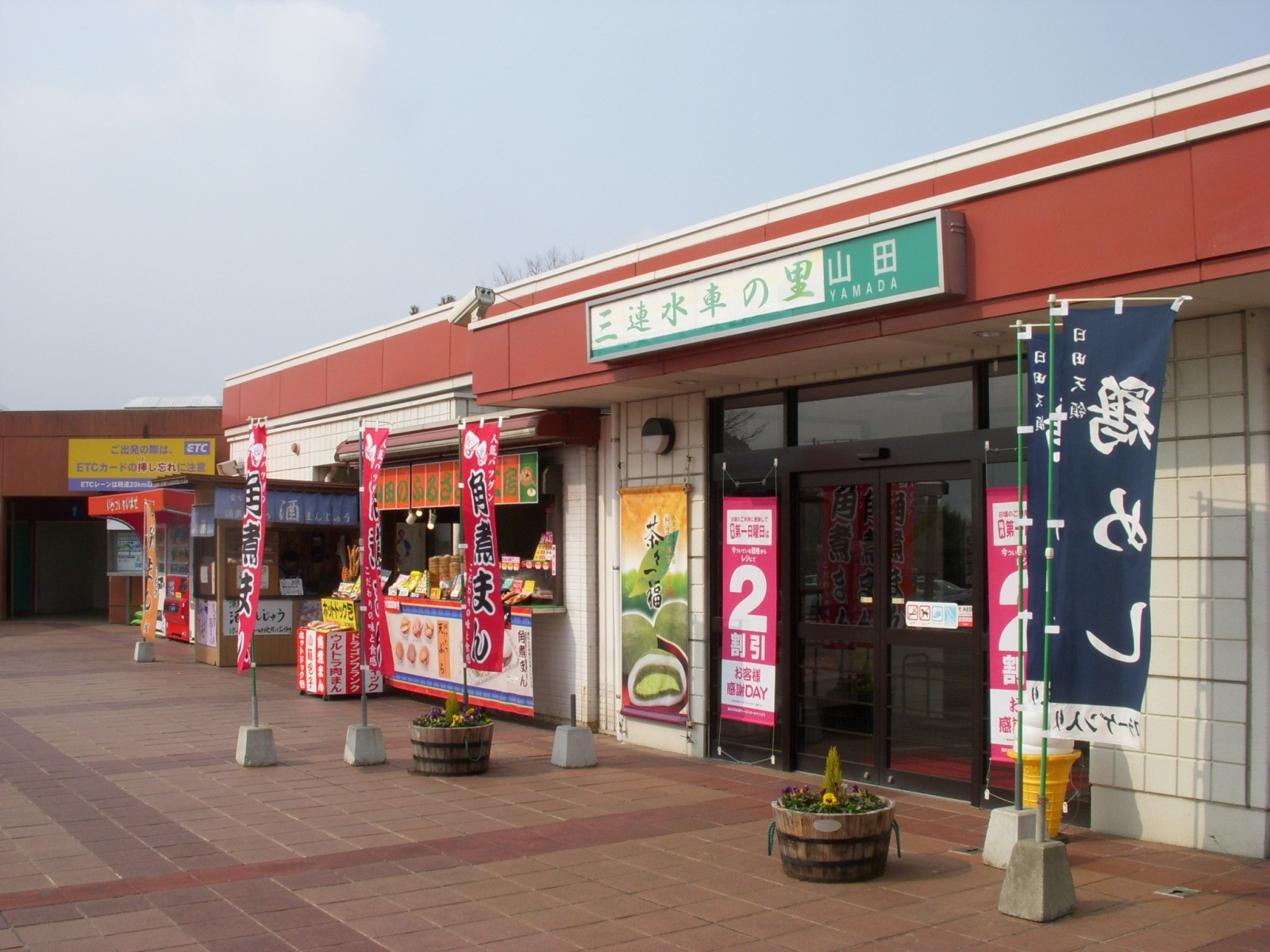
山田SA 下り線施設（リニューアル前）

- ガソリンスタンド（ENEOS（ネクステージ）、7:00 - 22:00）
  - 以前は(株)ネクステージ九州が運営していた。
  - ガソリンスタンドを利用すると駐車場に戻ることができない。
- フードコート（西日本高速道路ロジスティックス、7:00 - 22:00）[6]
- ベーカリー（西日本高速道路ロジスティックス、7:00 - 19:00）[6]
- テイクアウトコーナーー（西日本高速道路ロジスティックス、8:00 - 18:00）[6]
- ショッピング（西日本高速道路ロジスティックス、7:00 - 22:00）[6]
- 自動販売機
- 携帯電話充電器（7:00 - 22:00）
- 電気自動車急速充電設備[4]
- 郵便ポスト（朝倉郵便局）

## 隣
E34 大分自動車道
(3) 朝倉IC - 山田SA - (4) 杷木IC